# Lijst van voetbalinterlands Georgië - Polen
Deze lijst van voetbalinterlands is een overzicht van alle officiële voetbalwedstrijden tussen de nationale teams van Georgië en Polen. De landen speelden tot op heden vijf keer tegen elkaar, te beginnen met een kwalificatiewedstrijd voor het Wereldkampioenschap voetbal 1998, op 14 juni 1997 in Katowice. Het laatste duel, een kwalificatiewedstrijd voor het Europees kampioenschap voetbal 2016, werd gespeeld in Warschau op 13 juni 2015.

## Wedstrijden
| № | Plaats   | Datum            | Competitie           | Wedstrijd       | Uitslag |
| - | -------- | ---------------- | -------------------- | --------------- | ------- |
| 1 | Katowice | 14 juni 1997     | WK 1998 kwalificatie | Polen – Georgië | 4 – 1   |
| 2 | Tbilisi  | 11 oktober 1997  | WK 1998 kwalificatie | Georgië – Polen | 3 – 0   |
| 3 | Lubin    | 10 augustus 2011 | Vriendschappelijk    | Polen – Georgië | 1 – 0   |
| 4 | Tbilisi  | 14 november 2014 | EK 2016 kwalificatie | Georgië − Polen | 0 − 4   |
| 5 | Warschau | 13 juni 2015     | EK 2016 kwalificatie | Polen − Georgië | 4 − 0   |

## Samenvatting
| Competitie        | Totaal gespeeld | Winst Georgië | Gelijk | Winst Polen | Doelsaldo Georgië – Polen |
| ----------------- | --------------- | ------------- | ------ | ----------- | ------------------------- |
| WK-kwalificatie   | 2               | 1             | 0      | 1           | 4 − 4                     |
| EK-kwalificatie   | 2               | 0             | 0      | 2           | 0 − 8                     |
| Vriendschappelijk | 1               | 0             | 0      | 1           | 0 − 1                     |
| Totaal            | 5               | 1             | 0      | 4           | 4 − 13                    |

## Details

### Eerste ontmoeting
| WK 1998 kwalificatie (Katowice, Polen, 14 juni 1997):                                   |       |                     |
| Polen                                                                                   | 4 – 1 | Georgië             |
| Adam Ledwoń 33' Mirosław Trzeciak 35' Krzysztof Bukalski 74' (pen.) Krzysztof Nowak 90' | goals | 26' Sjota Arveladze |

### Tweede ontmoeting
| WK 1998 kwalificatie (Tbilisi, Georgië, 11 oktober 1997):          |       |       |
| Georgië                                                            | 3 – 0 | Polen |
| Artsjil Arveladze 53' Kachaber Tschadadze 66' Temoeri Ketsbaia 72' | goals |       |

### Derde ontmoeting
| Vriendschappelijk (Lubin, Polen, 10 augustus 2011): |       |         |
| Polen                                               | 1 – 0 | Georgië |
| Jakub Błaszczykowski 35'                            | goals |         |

### Vierde ontmoeting
| EK 2016 kwalificatie (scheidsrechter Paolo Tagliavento, Tbilisi, Georgië, 14 november 2014): |              | |
| Georgië | 0 – 4        | Polen |
| | goals        | 51' Kamil Glik 71' Grzegorz Krychowiak 73' Sebastian Mila 90+2' Arkadiusz Milik |
| Temoeri Ketsbaia | bondscoach   | Adam Nawałka |
| Giorgi Loria Gia Grigalava Akaki Choeboetia Goeram Kasjia Oetsja Lobzjanidze Solomon Kverkvelia Aleksandr Kobachidze 88' Dzjaba Kankava Moertaz Daoesjvili Jano Ananidze 59' Levan Mtsjedlidze 68' | opstellingen | Wojciech Szczęsny Artur Jędrzejczyk Łukasz Piszczek 86' Sebastian Mila Kamil Glik Łukasz Szukała 69' Kamil Grosicki 66' Krzysztof Mączyński Grzegorz Krychowiak Robert Lewandowski Arkadiusz Milik |
| Tornike Okriasjvili 59' Giorgi Tsjantoeria 68' Nika Dzalamidze 88' | wissels      | 66' Tomasz Jodłowiec 69' Maciej Rybus 86' Karol Linetty |
| Dzjaba Kankava 52' Oetsja Lobzjanidze 56' | gele kaarten | 79' Kamil Glik 83' Tomasz Jodłowiec 90+1' Karol Linetty |

### Vijfde ontmoeting
| EK 2016 kwalificatie (scheidsrechter Aleksej Koelbakov, Warschau, 13 juni 2015): |              | |
| Polen | 4 – 0        | Georgië |
| Arkadiusz Milik 62' Robert Lewandowski 89' Robert Lewandowski 90+2' Robert Lewandowski 90+3' | goals        | |
| Adam Nawałka | bondscoach   | Kachaber Tschadadze |
| Łukasz Fabiański Michał Pazdan 90' Łukasz Piszczek Łukasz Szukała Kamil Grosicki 80' Maciej Rybus Sławomir Peszko 64' Krzysztof Mączyński Grzegorz Krychowiak Robert Lewandowski Arkadiusz Milik | opstellingen | Giorgi Loria Aleksandr Amisoelasjvili Giorgi Navalovski Goeram Kasjia Oetsja Lobzjanidze Jano Ananidze Lasja Dvali 76' Aleksandr Kobachidze 46' Tornike Okriasjvili 63' Mate Vatsadze Valeri Kazaisjvili |
| Jakub Błaszczykowski 64' Tomasz Jodłowiec 80' Marcin Komorowski 90' | wissels      | 46' Moertaz Daoesjvili 63' Giorgi Tsjantoeria 76' Batsjana Tschadadze |

GFF · A-internationals · Bondscoaches · Statistieken · Georgisch vrouwenelftal · Georgië U21 · Georgië U20 · Georgië U19 · Georgië U18 · Georgië U17 · Georgië U16
1990 – 1999 ·
2000 – 2009 ·
2010 – 2019 ·
2020 − 2029
1990 · 
1991 · 
1992 · 
1993 · 
1994 · 
1995 · 
1996 · 
1997 · 
1998 · 
1999 · 
2000 · 
2001 · 
2002 · 
2003 · 
2004 · 
2005 · 
2006 · 
2007 · 
2008 · 
2009 · 
2010 · 
2011 · 
2012 · 
2013 · 
2014 · 
2015 ·
2016 ·
2017 ·
2018 ·
2019 ·
2020 ·
2021 ·
2022 ·
2023 ·
2024
Albanië ·
Andorra ·
Armenië ·
Azerbeidzjan ·
Bosnië en Herzegovina ·
Bulgarije ·
Cyprus ·
Denemarken ·
Duitsland ·
Egypte ·
Engeland ·
Estland ·
Faeröer ·
Finland ·
Frankrijk ·
Gibraltar ·
Griekenland ·
Hongarije ·
Ierland ·
IJsland ·
Iran ·
Israël ·
Italië ·
Jordanië ·
Kameroen ·
Kazachstan ·
Kosovo ·
Kroatië ·
Letland ·
Libanon ·
Liechtenstein ·
Litouwen ·
Luxemburg ·
Malta ·
Marokko ·
Moldavië ·
Mongolië ·
Montenegro · 
Nederland ·
Nieuw-Zeeland ·
Nigeria ·
Noord-Ierland ·
Noord-Macedonië ·
Noorwegen ·
Oekraïne ·
Oezbekistan ·
Oostenrijk ·
Paraguay ·
Polen ·
Portugal ·
Qatar ·
Roemenië ·
Rusland ·
Saint Kitts en Nevis ·
Saoedi-Arabië ·
Schotland ·
Servië ·
Slovenië ·
Slowakije ·
Spanje ·
Thailand ·
Tsjechië ·
Tunesië ·
Turkije ·
Uruguay ·
Verenigde Arabische Emiraten ·
Wales ·
Wit-Rusland ·
Zuid-Afrika ·
Zuid-Korea ·
Zweden ·
Zwitserland
Poolse voetbalbond · A-internationals · Selecties · Statistieken · Pools vrouwenelftal · Olympisch elftal · Polen U21 · Polen U20 · Polen U19 · Polen U18 · Polen U17 · Polen U16
1921 – 1929 ·
1930 – 1939 ·
1940 – 1949 ·
1950 – 1959 ·
1960 – 1969 ·
1970 – 1979 ·
1980 – 1989 ·
1990 – 1999 ·
2000 – 2009 ·
2010 – 2019 ·
2020 – 2029
EK 2008 · 
EK 2012 · 
EK 2016 · 
EK 2020
WK 1938 ·
WK 1974 ·
WK 1978 ·
WK 1982 ·
WK 1986 ·
WK 2002 ·
WK 2006 ·
WK 2018
OS 1924 ·
OS 1936 ·
OS 1972 ·
OS 1976 ·
OS 1992
1921 · 
1922 · 
1923 · 
1924 · 
1925 · 
1926 · 
1927 · 
1928 · 
1929 · 
1930 · 
1931 · 
1932 · 
1933 · 
1934 · 
1935 · 
1936 · 
1937 · 
1938 · 
1939 · 
1940–1946 · 
1947 · 
1948 · 
1949 · 
1950 · 
1951 · 
1952 · 
1953 · 
1954 · 
1955 · 
1956 · 
1957 · 
1958 · 
1959 · 
1960 · 
1961 · 
1962 · 
1963 · 
1964 · 
1965 · 
1966 · 
1967 · 
1968 · 
1969 · 
1970 · 
1971 · 
1972 · 
1973 · 
1974 · 
1975 · 
1976 · 
1977 · 
1978 · 
1979 · 
1980 · 
1981 · 
1982 · 
1983 · 
1984 · 
1985 · 
1986 · 
1987 · 
1988 · 
1989 · 
1990 · 
1991 · 
1992 · 
1993 · 
1994 · 
1995 · 
1996 · 
1997 · 
1998 · 
1999 · 
2000 · 
2001 · 
2002 · 
2003 · 
2004 · 
2005 · 
2006 · 
2007 · 
2008 · 
2009 · 
2010 · 
2011 · 
2012 · 
2013 · 
2014 ·
2015 ·
2016 ·
2017 ·
2018 ·
2019 ·
2020 ·
2021
Albanië ·
Algerije ·
Andorra ·
Argentinië ·
Armenië ·
Australië ·
Azerbeidzjan ·
België ·
Bolivia ·
Bosnië en Herzegovina ·
Brazilië ·
Bulgarije ·
Canada ·
Chili ·
China ·
Colombia ·
Costa Rica ·
Cyprus ·
DDR ·
Denemarken ·
Duitsland ·
Ecuador ·
Egypte ·
Engeland ·
Estland ·
Faeröer · 
Finland ·
Frankrijk ·
Georgië ·
Gibraltar ·
Griekenland ·
Guatemala ·
Haïti ·
Hongarije ·
Ierland ·
India ·
Irak ·
Iran ·
Israël ·
Italië ·
Ivoorkust ·
IJsland ·
Japan ·
Joegoslavië ·
Kameroen ·
Kazachstan ·
Koeweit ·
Kroatië ·
Letland ·
Libië ·
Liechtenstein ·
Litouwen ·
Luxemburg ·
Marokko ·
Malta ·
Mexico ·
Moldavië ·
Montenegro ·
Nederland ·
Nieuw-Zeeland ·
Nigeria ·
Noord-Ierland ·
Noord-Korea ·
Noord-Macedonië ·
Noorwegen ·
Oekraïne ·
Oostenrijk ·
Peru ·
Portugal ·
Roemenië ·
Rusland ·
San Marino ·
Saoedi-Arabië · 
Schotland ·
Senegal ·
Servië ·
Servië en Montenegro · 
Singapore ·
Slovenië ·
Slowakije ·
Sovjet-Unie ·
Spanje ·
Thailand · 
Tsjechië ·
Tsjecho-Slowakije ·
Tunesië ·
Turkije ·
Uruguay ·
Verenigde Arabische Emiraten ·
Verenigde Staten ·
Wales ·
Wit-Rusland ·
Zuid-Afrika ·
Zuid-Korea ·
Zweden ·
Zwitserland
België (1982) ·
Colombia (2018) ·
Costa Rica (2006) ·
Duitsland (2006) ·
Duitsland (2008) ·
Duitsland (2016) ·
Ecuador (2006) ·
Frankrijk (1982) ·
Frankrijk (2022) ·
Griekenland (2012) ·
Italië (1982, 1) ·
Italië (1982, 2) ·
Japan (2018) ·
Kameroen (1982) ·
Kroatië (2008) ·
Noord-Ierland (2016) ·
Oostenrijk (2008) ·
Peru (1982) ·
Rusland (2012) ·
Senegal (2018) ·
Slowakije (2021) ·
Sovjet-Unie (1982) ·
Spanje (2021) ·
Tsjechië (2012) ·
Zweden (2021)